# Łupki (Pisz)
Łupki (deutsch Lupken) ist ein Dorf in der polnischen Woiwodschaft Ermland-Masuren, das zur Gmina Pisz (Stadt- und Landgemeinde Johannisburg) im Powiat Piski (Kreis Johannisburg).

## Geographische Lage
Łupki liegt am Südufer des Roschsees (polnisch Jezioro Roś) in der östlichen Woiwodschaft Ermland-Masuren, vier Kilometer nordöstlich der Kreisstadt Pisz (deutsch Johannisburg) gehört.

## Geschichte
Das vor 1579 Guschken und vor 1785 Lupcken genannte Dorf mit einem Gut wurde im Jahre 1483 durch den Deutschen Ritterorden als Freigut mit zehn Hufen nach Magdeburger Recht gegründet. Das Rittergut soll später über Jahrzehnte wirtschaftlich sehr stark gewesen sein.
Im 18. Jahrhundert entstand das jetzt noch in seinen alten Teilen erkennbare Gutshaus, das im 19. und 20. Jahrhundert umgebaut und erweitert wurde. Hervorzuheben ist die besonders schöne Lage am Roschsee.
Von 1874 bis 1945 war Lupken in den Amtsbezirk Groß Kessel eingegliedert.
Zum Gutsbezirk Lupken gehörte auch der Wohnplatz Kolonie Lupken.
301 Einwohner waren im Jahr 1910 im Gutsbezirk Lupken gemeldet, wovon knapp ein Drittel auf die Kolonie Lupken entfiel. Am 30. September 1928 wurde der Gutsbezirk Lupken in eine gleichnamige Landgemeinde umgewandelt. Die Einwohnerzahlen beliefen sich 1933 auf 328 und 1939 auf 364.
In Kriegsfolge kam Lupken 1945 mit dem gesamten südlichen Ostpreußen zu Polen und erhielt die polnische Namensform „Łupki“. Heute ist der Ort Sitz eines Schulzenamtes (polnisch Sołectwo) und als solches eine Ortschaft im Verbund der Stadt- und Landgemeinde Pisz (Johannisburg) im Powiat Piski (Kreis Johannisburg), bis 1998 der Woiwodschaft Suwałki, seitdem der Woiwodschaft Ermland-Masuren zugehörig.
In den 1990er Jahren brannte das Gutshaus ab, wurde aber wieder aufgebaut. Es dient heute als Schulungszentrum für Jugendliche – seit 2017 mit zusätzlich entstandenen Räumlichkeiten sowie einer Sporthalle.

## Religionen
Bis 1945 war Lupken in die Evangelische Kirche Johannisburg in der Kirchenprovinz Ostpreußen der Kirche der Altpreußischen Union sowie in die römisch-katholische Kirche Johannisburg im Bistum Ermland eingepfarrt. 
Heute gehört Łupki katholischerseits ebenfalls nach Pisz, das heute im Bistum Ełk der Römisch-katholischen Kirche in Polen liegt. Die evangelischen Einwohner orientieren sich ebenfalls zur Kreisstadt, deren Kirchengemeinde nun zur Diözese Masuren der Evangelisch-Augsburgischen Kirche in Polen gehört.

## Schule
In Lupken gab es seit 1819 eine Schule.

## Verkehr
Łupki ist über eine Nebenstraße zu erreichen, die von Pisz direkt in den Ort und weiter an den Roschsee führt. Die Kreisstadt ist auch die nächste Bahnstation an der Bahnstrecke Olsztyn–Ełk (deutsch Allenstein–Lyck).